# Chusquea culeou
Chusquea culeou är en gräsart som beskrevs av Étienne-Émile Desvaux. Chusquea culeou ingår i släktet Chusquea och familjen gräs. Inga underarter finns listade i Catalogue of Life.

## Bildgalleri

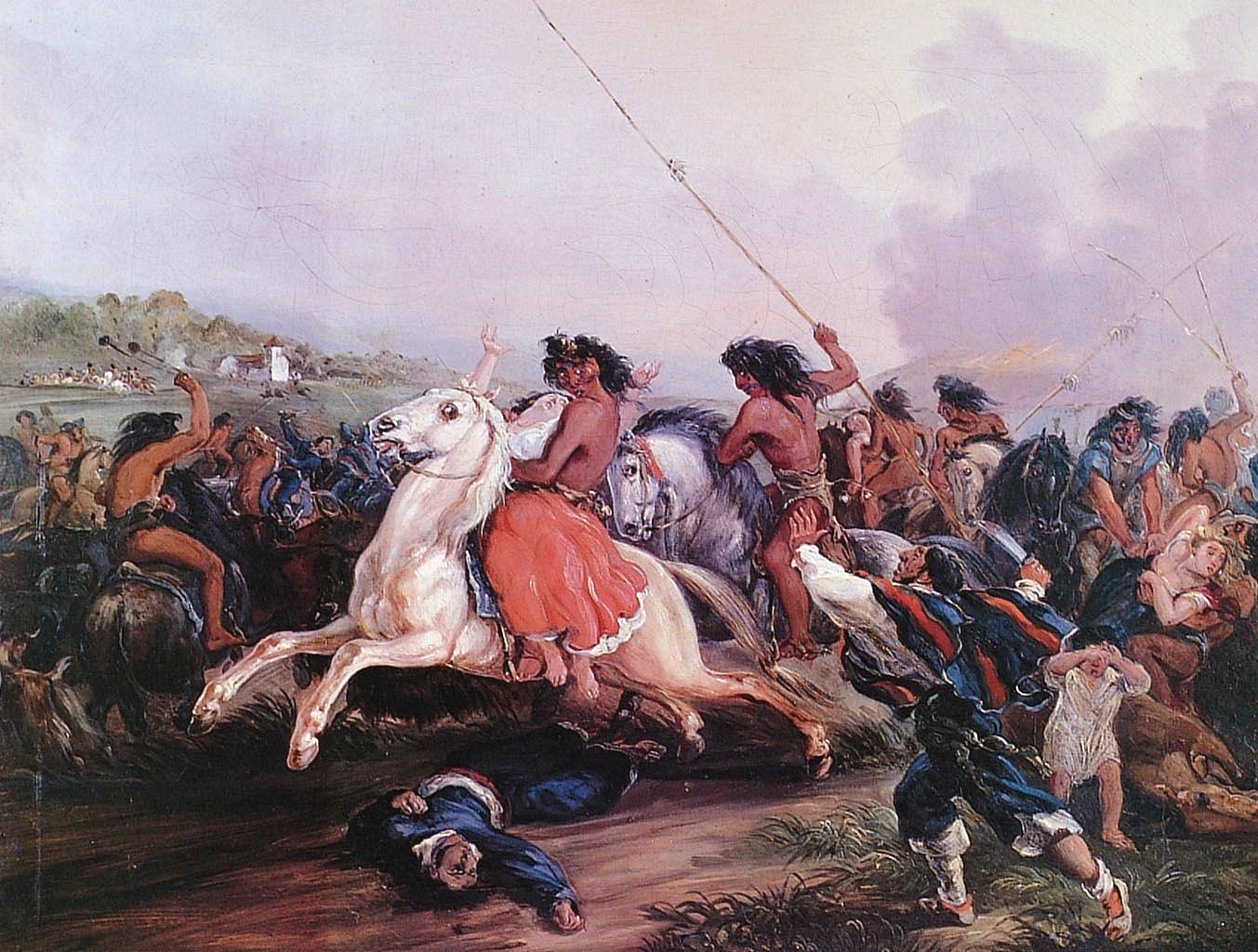
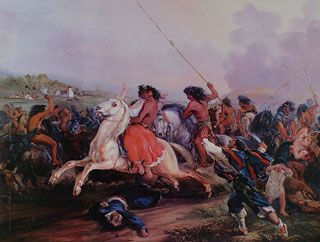
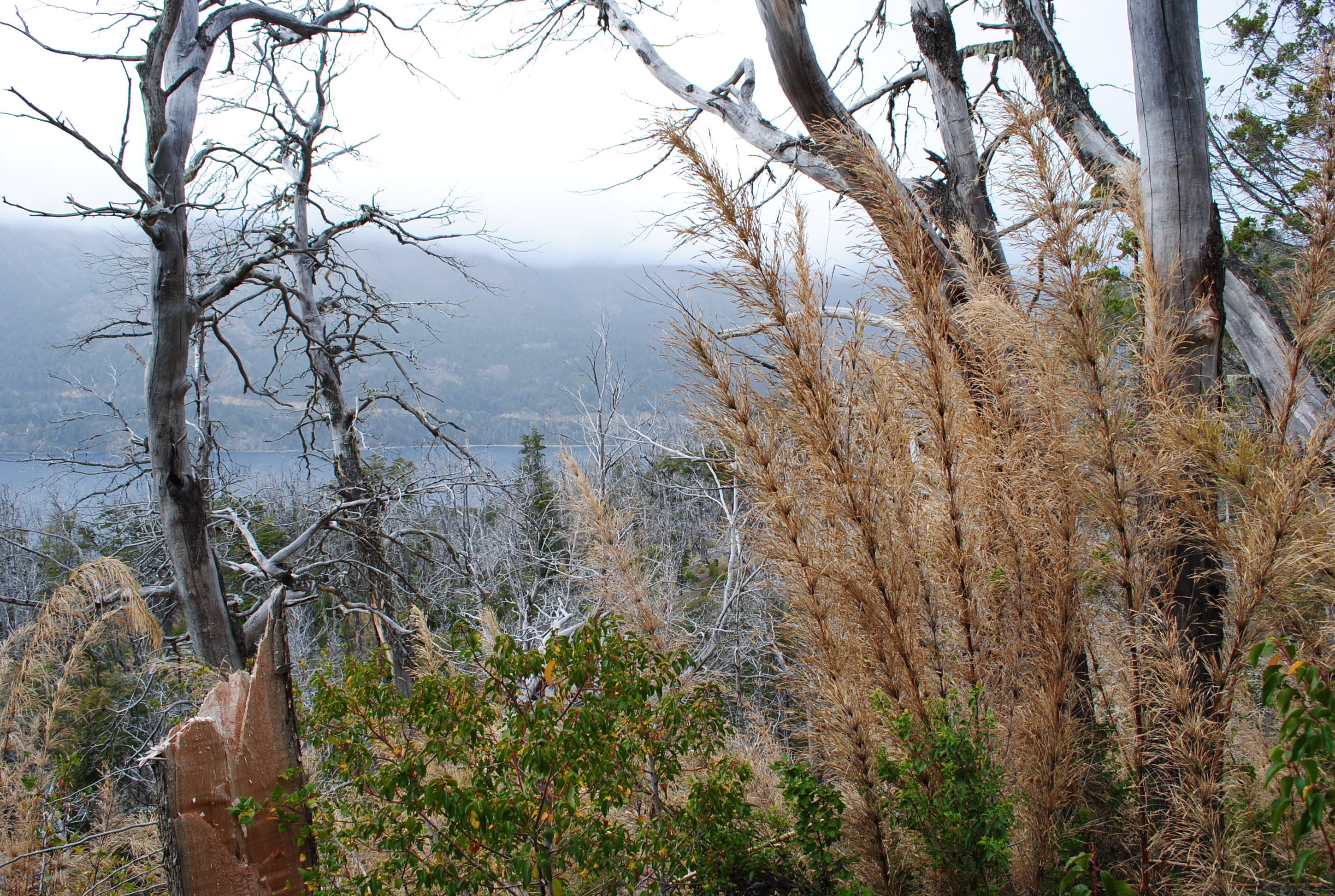
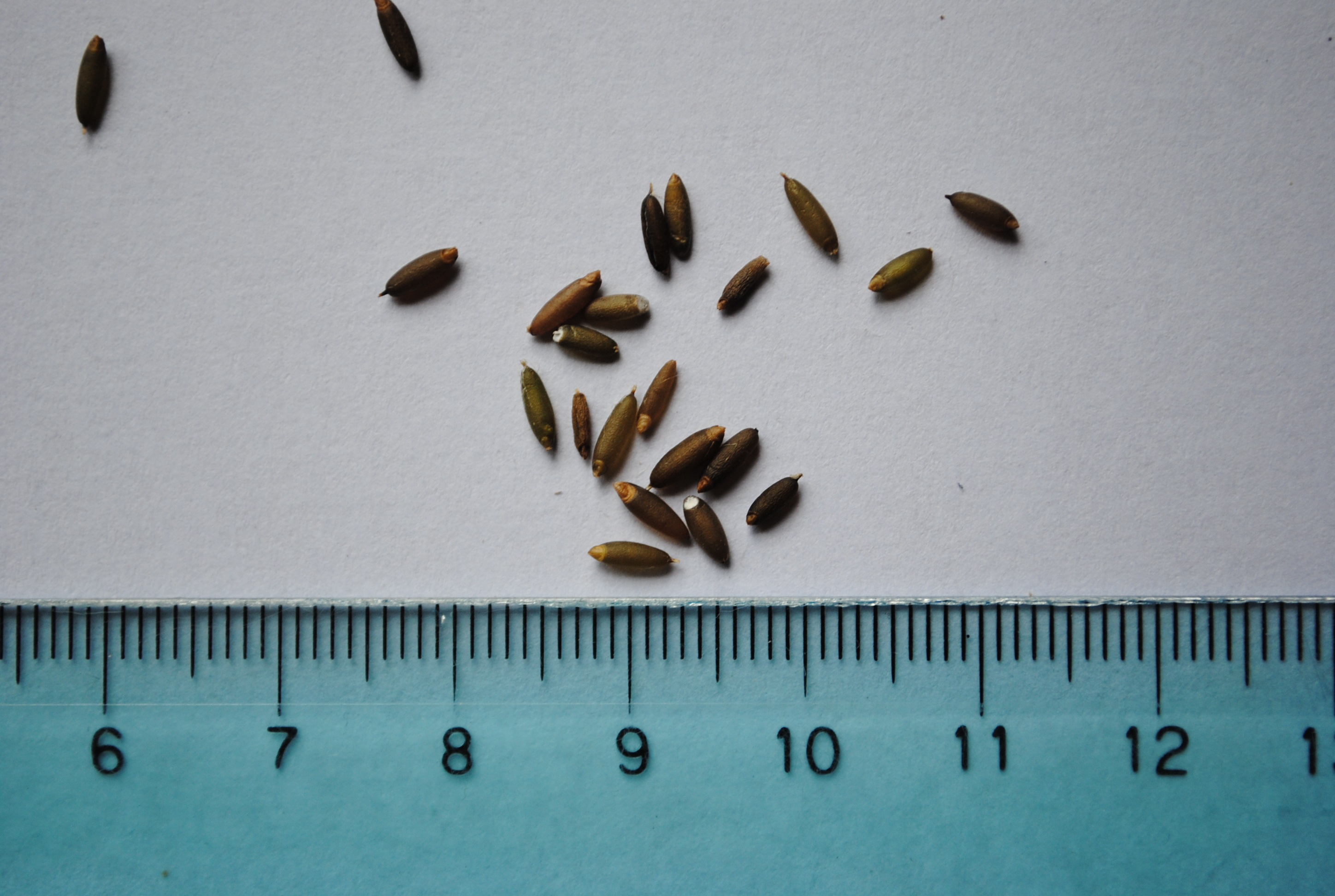
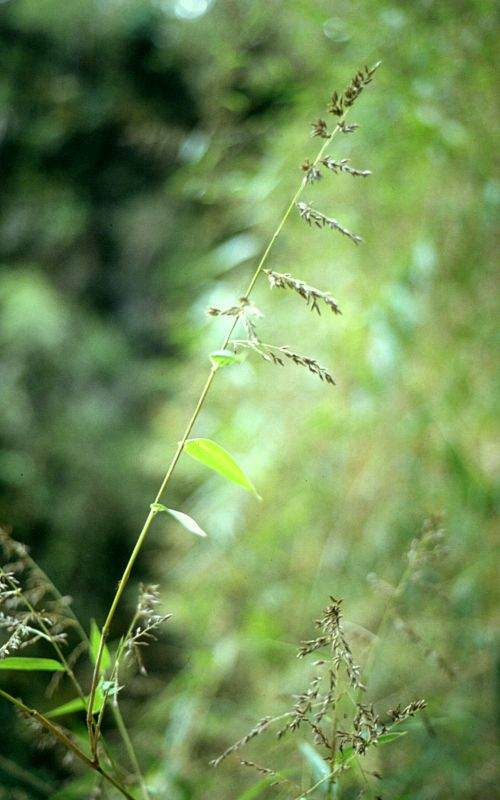
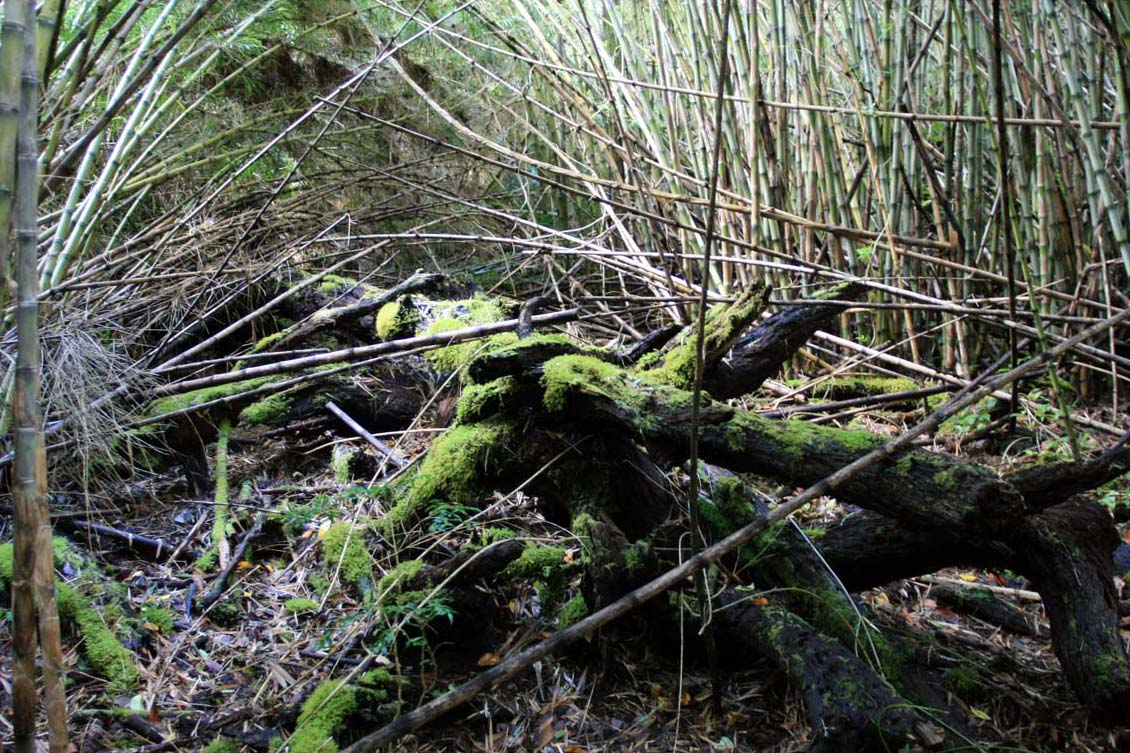